# Батлер, Ричард, 1-й граф Арран
Ричард Батлер (англ. Richard Butler, 1st Earl of Arran; 15 июля 1639 — 25 января 1685/1686) — ирландский дворянин и пэр, 1-й граф Арран, 1-й виконт Туллог и 1-й барон Батлер из Клугренана (1662—1686), 1-й барон Батлер из Вестона (1673—1686).

## Биография
Родился 15 июля 1639 года. Четвертый сын Джеймса Батлера, 1-го герцога Ормонда (1610—1688), и леди Элизабет Престон, баронессы Дингуолл (1615—1684).
13 мая 1662 года для Ричарда Батлера были созданы титулы 1-го графа Аррана, 1-го виконта Туллога и 1-го барона Батлера из Клугренана в системе Пэрства Ирландии. 26 августа 1663 года он был включен в состав Тайного Совета Ирландии. В 1673 году Ричард Батлер, граф Арран, принимал участие и отличился в морских битвах против голландского флота. В качестве награды 27 августа 1673 года ему был пожалован титул барона Батлера из Вестона, графство Хантингдоншир (Пэрство Англии).
В августе 1677 года Ричард Батлер закончил Оксфордский университет, получив звание доктора гражданского права.
В 1682 году исполнял обязанности хранителя списков (custos rotulorum) в графстве Карлоу. В 1684 году он был назначен полковником гвардейского полка.
46-летний Ричард Батлер, 1-й граф Арран, скончался в Лондоне 25 января 1685/1686 года. Был похоронен в Вестминстерском аббатстве.

## Семья
В сентябре 1664 года Ричард Батлер женился первым браком на Мэри Стюарт, баронессе Клифтон (10 июля 1651 — 4 июля 1668), дочери Джеймса Стюарта, 1-го герцога Ричмонда. Первый брак был бездетным.
В июне 1673 года его второй женой стала Дороти Феррерс (ум. 30 ноября 1716), дочь Джона Феррерса из замка Тамуорт и Энн, дочери сэра Дадли Карлтона. у них родилось четверо детей:
- Джеймс Батлер, лорд Туллог (19 февраля 1674 — октябрь 1676), умер в детстве
- Томас Батлер, лорд Туллог (1675 — июнь 1681), умер в детстве
- Томас Батлер, лорд Туллог (16 марта 1681 — август 1685), умер в детстве
- Леди Шарлотта Батлер (1679 — 8 августа 1725), жена с 1699 года Чарльза Корнуоллиса, 4-го барона Корнуоллиса[англ.] (1675—1721/1722)

После смерти Ричарда Батлера, 1-го графа Аррана, не оставившего мужских потомков, все его титулы прервались. Но уже в 1693 году титул графа Аррана был воссоздан для его племянника, Чарльза Батлера (1671—1758).